# Kristina Herzog

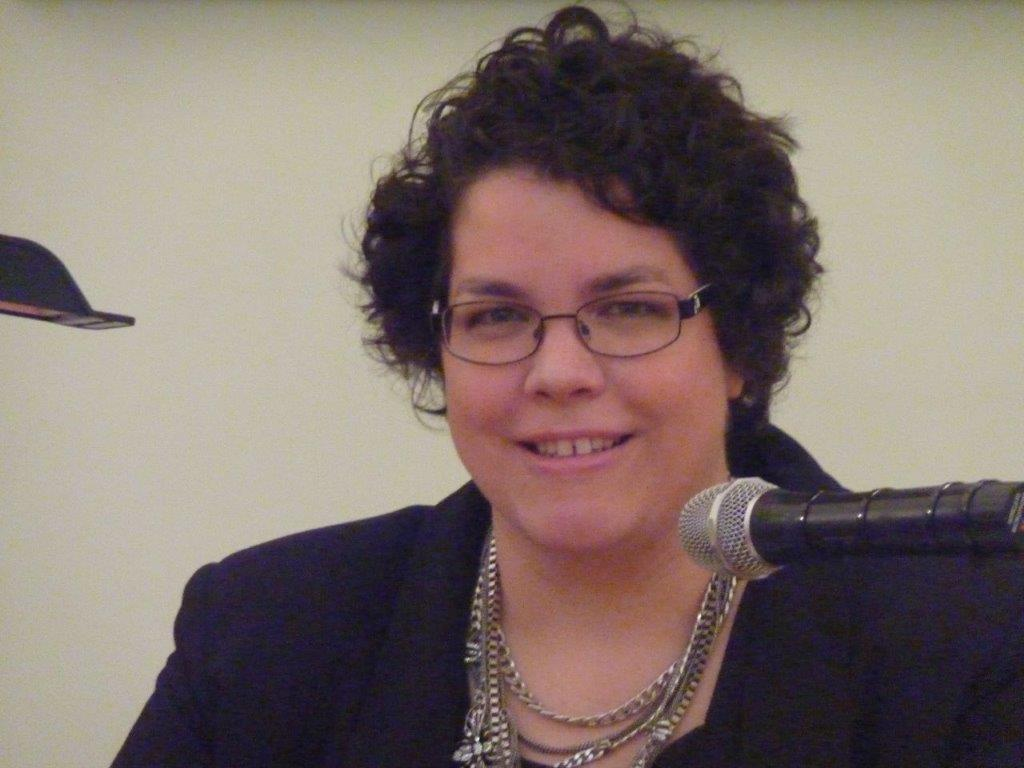
Kristina Herzog, bei einer Lesung in Berlin

Kristina Herzog (* 21. Juni 1972 in Berlin) ist eine deutsche Schriftstellerin. mit einem Schwerpunkt auf historischen und Kriminalromanen.

## Leben
Herzog studierte Rechtswissenschaften in Berlin und Heidelberg sowie Mediation an der Fernuniversität Hagen. Neben ihrem Rechtsreferendariat am Landgericht Berlin machte sie einen Abschluss an einer Schreibschule. Heute konzentriert sie sich ganz auf das Schreiben von historischen Romanen, Krimis und anderen Geschichten.
Ihre Kurzgeschichte „Weit draußen“ wurde 2011 für den NordMordAward nominiert, „Schlaf Lubo“ für den Candela-Kurzgeschichtenpreis. 2013 erschien ihr erster Thriller „Führers Vermächtnis“ im Bookshouse-Verlag, 2015 ihr Krimi „Abschiedskonzert“ im Edition Oberkassel-Verlag. 2018 erschienen im Piper Verlag die Fortsetzungen zu „Abschiedskonzert“, die Krimis „Haremsblut“ und „In tödlicher Gesellschaft“. Im Jahr 2022 erschien bei Tinte & Feder mit „Was der Morgen verspricht“ der erste Band ihrer Sternberg-Saga. Im Juli 2022 erschien der zweite Band „Was die Hoffnung bringt“ im selben Verlag.
Seit 2023 veröffentlicht Kristina Herzog ihre Romane im Selfpublishing. Ihr erster Roman im Selbstverlag war der dritte Band der Sternberg-Saga Was das Herz erträumt.

## Veröffentlichungen
- Was die Liebe ersehnt (2025), Selbstverlag, ISBN 978-3-91079-808-3
- Ein fast fehlerloser Prinz (2024), Selbstverlag, ISBN  978-3-91079-806-9
- Ein fast tadelloser Graf (2024), Selbstverlag, ISBN 978-3-75923-682-1
- Ein fast perfekter Herzog (2024), Selbstverlag, ISBN 978-3-91079-803-8
- Was das Herz erträumt (2023), Selbstverlag, ISBN 978-3-91079-801-4
- Was die Hoffnung bringt (2022), Tinte & Feder, ISBN 978-2-49671-125-7
- Was der Morgen verspricht (2022), Tinte & Feder, ISBN 978-2-49671-123-3
- In tödlicher Gesellschaft (2018), Piper Spannungsvoll, 255 Seiten, ISBN 978-3-492-98425-6
- Haremsblut (2018), Piper Spannungsvoll, 300 Seiten, ISBN 978-3-492-98424-9
- Abschiedskonzert (2015), edition oberkassel, 250 Seiten, ISBN 978-3-95813-025-8
- Führers Vermächtnis (2013), bookshouse, 270 Seiten, ISBN 978-9963-52-145-6